# Tomáš Vojtěch
Tomáš Vojtěch (30. října 1973 – 16. dubna 2005 Pelhřimov) byl český automobilový závodník. Závodil v rallye a na okruzích. Společně s bratrem byl členem týmu TSV Rally Sport. Byl synem automobilového závodníka Zdeňka Vojtěcha.

## Úspěchy
- 2. místo MČR ve sprintrallye (2000 a 2002)
- 3. místo MČR ve sprintrallye (2001, 2004)
- mistr ČR v divizi 1 cestovních vozů (1997)
- 2. místo v divizi 1 cestovních vozů (1998)

## Úmrtí během závodu

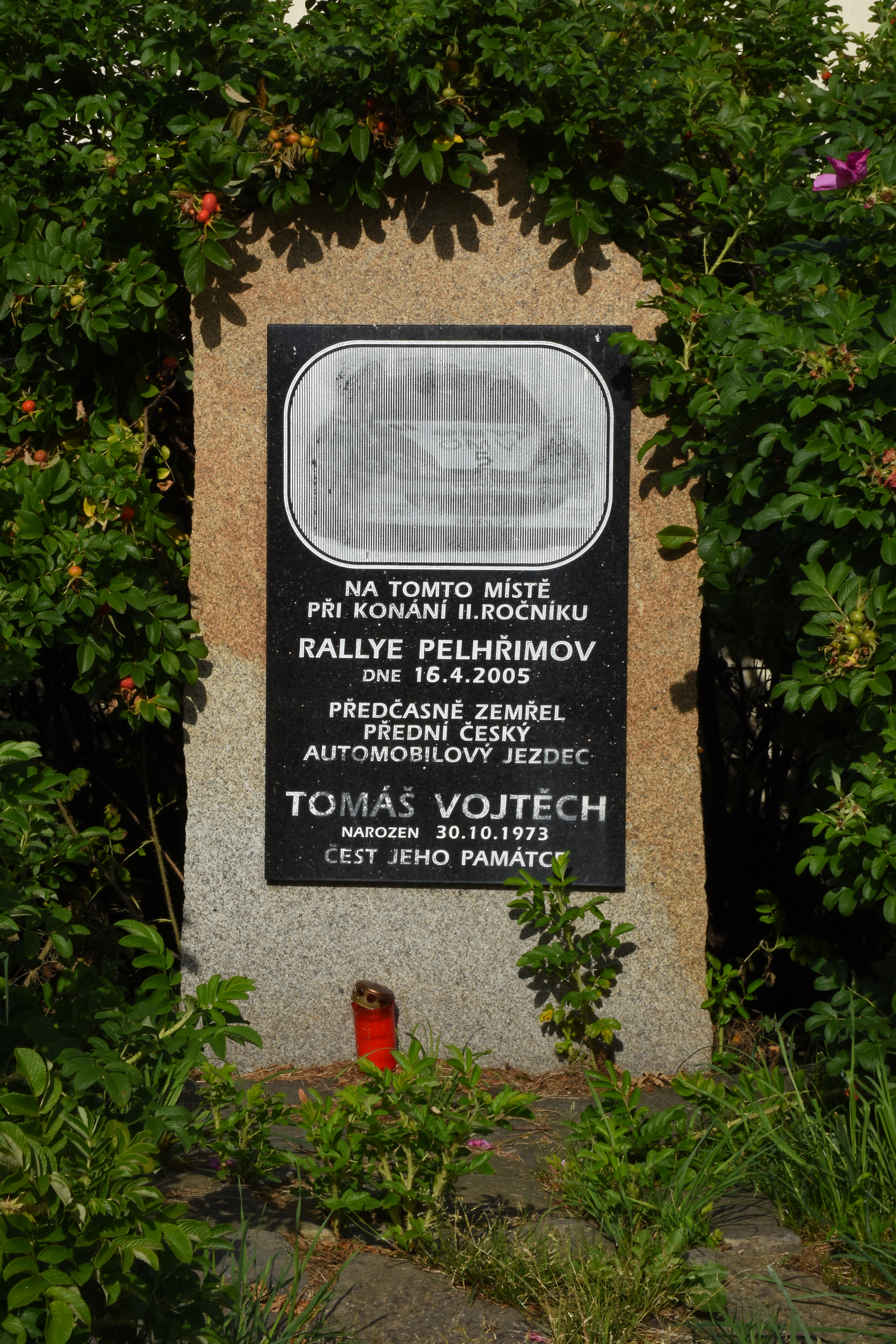
Památník Tomáše Vojtěcha v Nové Cerekvi

16. dubna 2005 při čtvrtém měřeném úseku závodu Sprintrally Pelhřimov při řízení svého závodního speciálu zkolaboval a zemřel na selhání srdce. Neřízené vozidlo bylo pouze lehce poškozeno nárazem do patníku. Většina posádek odstoupila ze soutěže a závod byl zrušen.
Společně se svým slovenským spolujezdcem Emilem Horniačkem byli připomenuti Danielem Landou v písni Tajemství z alba 9 mm argumentů při živém koncertu.